# María Luisa Bombal
Pour les articles homonymes, voir Bombal.
María Luisa Bombal, née le 8 juin 1910 à Viña del Mar et morte le 6 mai 1980 à Santiago, est une écrivaine chilienne, membre de la génération de 38.

## Biographie
Pendant quelques années elle est élève d'une école de bonnes sœurs française à Viña del Mar. À la mort de son père lorsqu'elle a neuf ans, elle vient vivre à Paris avec sa mère et ses sœurs. Elle fait ses études à l'école Notre-Dame de l'Assomption rue de Lubeck et à l'institut Sainte Geneviève, puis étudie le latin et les lettres à la Sorbonne. Elle apprend aussi le violon avec Jacques Thibaud. Dans la capitale française, elle fréquente le milieu littéraire et culturel de l'avant-garde artistique. Elle rentre au Chili en 1931.
Son premier roman, La Maison du brouillard (La última niebla) paraît en 1934. Elle vit alors dans un petit appartement de Buenos Aires, avec un jeune poète inconnu à l'époque, Pablo Neruda, et son épouse, ce qui lui permet de se mêler aux cercles littéraires où elle rencontre, entre autres, Federico García Lorca, Jorge Luis Borges et Luigi Pirandello.
De 1937 à 1940, elle écrit des scénarios pour la compagnie argentine Sonofilm et fait paraître plusieurs nouvelles dans divers magazines. Elle se lance en parallèle dans l'écriture de son second roman, La Femme au linceul  (La amortajada), qu'elle publie en 1938. Dès lors, elle est considérée comme l'un des écrivains les plus novateurs d´Amérique latine.
Lors d'un séjour aux États-Unis en 1940 elle rencontre le comte Raphaël de Saint-Phalle (1889-1969) qu'elle épouse en 1944 et dont elle a une fille. Elle réside aux États-Unis pendant 30 ans et y traduit elle-même en anglais son premier roman sous le titre The House of Mist, dont Paramount Pictures achète les droits pour 125 000 dollars pour un film qui ne sera jamais réalisé. Elle ne retourne au Chili qu'en 1970, après la mort de son mari.
En 1977, l'Académie des Arts et Lettres lui remet son grand prix pour sa nouvelle La historia de Maria Griselda.
Elle meurt d'une encéphalopathie hépatique en mai 1980 à Santiago du Chili.

## Œuvre

### Romans
- La última niebla (1935) Publié en français sous le titre La Maison du brouillard, Paris, Gallimard, coll. « La Méridienne », 1955 (BNF 41626463)
- La amortajada (1938) Publié en français sous le titre La Femme au linceul, Paris, Gallimard, coll. « La Méridienne », 1956 (BNF 41626462)

### Contes et nouvelles
- Las islas nuevas (1939) Publié en français sous le titre Les Îles nouvelles, et autres histoires, Paris, Christian Bourgois éditeur, 1984  (ISBN 2-267-00378-3)
- El árbol (1939)
- Trenzas (1940)
- Lo secreto (1944)
- La historia de María Griselda (1946)

### Chroniques poétiques
- Mar, cielo y tierra (1940)
- Washington, ciudad de las ardillas (1940)
- La maja y el ruiseñor (1960)

### Autres publications
- En Nueva York con Sherwood Anderson (1939), entretien
- Inauguración del sello Pauta (1973)
- Discurso en la Academia Chilena de la Lengua (1977)